# Vusu (település)
Vusu megye szintű város Kína Hszincsiang-Ujgur Autonóm Terület Tancseng prefektúrájában. Lakosainak száma 298 907 fő (2010).

## Népesség
A település népességének változása:
| Lakosok száma | 210 000 | 298 907 | 262 906 |
|               | 2003    | 2010    | 2020    |